# Düwag-Eenheidswagen
Tot de Düwag-Eenheidswagens behoren trams, gebouwd door (of in licentie van) de Düsseldorfer Waggonfabrik (Düwag) te Düsseldorf, die na de Tweede Wereldoorlog in de Bondsrepubliek Duitsland, Zwitserland en Oostenrijk jarenlang een dominante marktpositie innam.
In 1898 werd in Uerdingen, sinds 1929 een stadsdeel van Krefeld, de Waggonfabrik Uerdingen AG opgericht. Na de overname van de Düsseldorfer Waggonfabrik in 1935 richtte Uerdingen zich op de bouw van spoorwegmaterieel, terwijl in Düsseldorf voertuigen voor het stadsvervoer, met name trams, werden gebouwd. In de jaren zestig had Düwag in West-Duitsland een sterke positie in de markt voor trams. In bijna alle Duitse steden met een trambedrijf waren Düwag-trams te vinden. Vooral de ‘Düwag-Einheitswagen’ is voor de ontwikkeling van het openbaar stadsvervoer van grote betekenis geweest. Ook onder licentie werd in Duitsland en Oostenrijk van dit tramontwerp gebruikgemaakt. In Denemarken en Nederland kocht één bedrijf deze trams in de gelede versie. De naar standaardprincipes gebouwde wagens konden zowel motor- als bijwagens zijn. Op de tweedehands markt werden zij vooral naar de voormalige DDR, Polen en Roemenië verhandeld. Ook in Nederland doken zij als zodanig op.

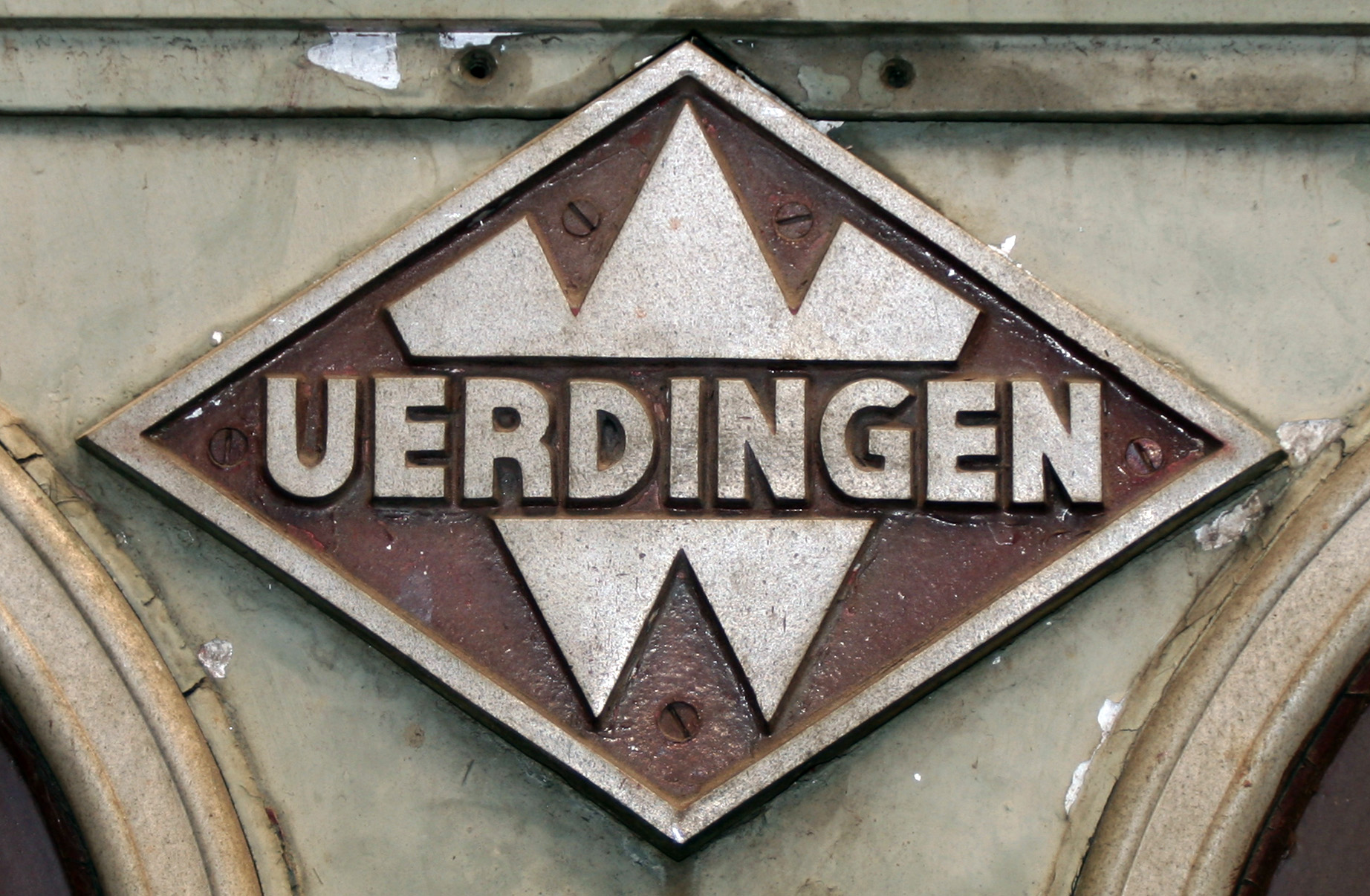
UERDINGEN-Logo

## Voorgeschiedenis
De meeste trambedrijven in Europa verkeerden na de Tweede Wereldoorlog in een deplorabele staat. Nadien werden ook vele (kleinere) trambedrijven door oorlogsschade (bijvoorbeeld Arnhem, Nijmegen) of een tekort aan investeringsmiddelen (Lübeck, Osnabrück) opgeheven. Daar waar het trambedrijf weer in dienst werd genomen was tot 1950 sprake van stagnatie. Met vooroorlogse middelen bouwde men de bedrijven weer op. Er was grote behoefte om nieuw materieel aan te kunnen schaffen dat tevens technisch verbeterd was. Verschillende fabrikanten bouwden (kleine) series trams die ‘modern’ genoemd konden worden maar toch vooral nog op oudere technieken voortborduurden. In Nederland waren dat bijvoorbeeld:
- De serie 200 in Den Haag: door Werkspoor gebouwde vierassige trams met gebruik van een in Zwitserland ontwikkelde technische installatie;
- De serie 102-135 in Rotterdam: door Allan gebouwde vierassers die gebaseerd waren op de succesvolle vooroorlogse Rotterdamse vierasser-trams 401-570;
- Amsterdamse drieasser-trams (491-550) gebouwd door Werkspoor gebaseerd op het drie-assige onderstel van het Zwitserse type Büchli.

Al deze trams trokken nog traditionele bijwagens waardoor ook 3 personeelsleden nodig waren voor de dienstuitvoering (2 conducteurs en 1 bestuurder).
In Duitsland was het trambedrijf van Hamburg het eerste bedrijf dat een moderne vierasser met dito bijwagen in grote series in dienst stelde: het type V6 en V7.
Zie: tram van Hamburg voor een uitgebreide beschrijving
Sommige bedrijven zagen in de PCC-car de mogelijkheid tot een modernisering. Dit trammodel werd succesvol geïntroduceerd in steden als Antwerpen, Brussel en Den Haag. De op deze techniek gebaseerde Tatra-trams maakten vooral in de toenmalige communistische landen een opmars en zorgden daar voor de nodige continuïteit.
Omdat er nog geen sprake van (verplichte) Europese aanbesteding voor de aanschaf van trams etc. was mochten vervoersbedrijven zelf uitmaken waar zij hun orders plaatsten. Indien mogelijk steunde de trambedrijven de lokale industrie. Het Hamburgse vervoersbedrijf kocht bijvoorbeeld trams bij de lokale Falkenried-fabriek; in Hannover kocht men bij HAWA en Nederlandse bedrijven kozen voor Werkspoor, Allan of Beijnes. Door de complexer wordende techniek slaagde deze, relatief kleine, bedrijven er niet in technisch up-to-date te blijven en er volgden meer en meer fusies of faillissementen. Ongetwijfeld heeft de Duitse tramindustrie ook geprofiteerd van de voordelen van het Wirtschaftswunder; er golden stimuleringsmaatregelen voor de Duitse industrie die niet beschikbaar waren voor Nederlandse of Belgische bedrijven. Het is vooral aan de techniek en de ontwikkelingen van de Duitse eenheidswagen te danken dat vele trambedrijven in West-Europa de jaren na 1950 konden voortbestaan en uiteindelijk de naoorlogse problemen te boven konden komen.

## Opmars ‘Großraumwagens’

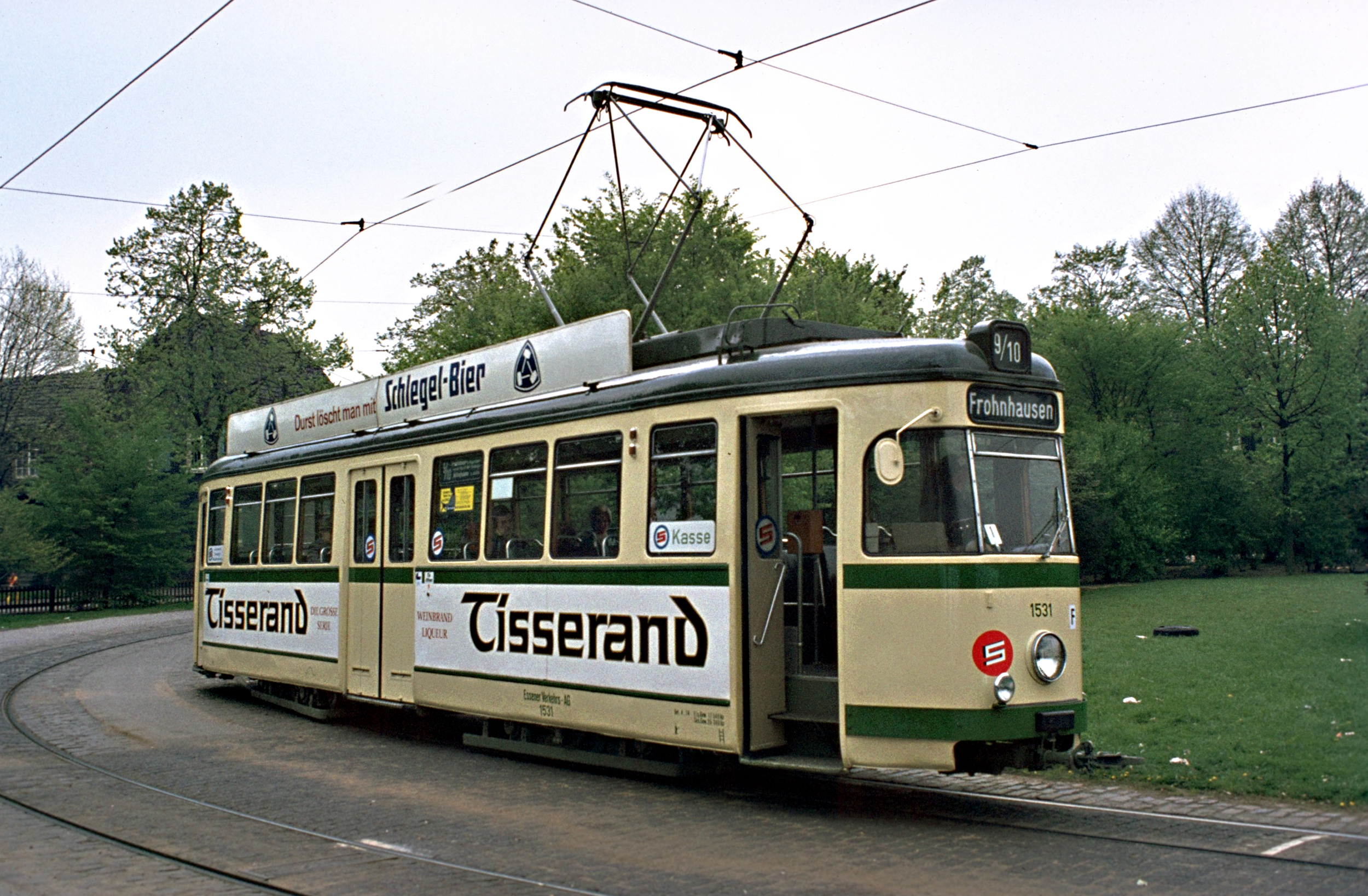
Een van de eerste Großraumwagens bij het Essense vervoersbedrijf EVAG, 1971.

Het eerste moderne DÜWAG-product na de Tweede Wereldoorlog kwam in 1951 onder de naam Großraumzug in Hannover in dienst. Het betrof een vierassige tram (301) op 2 draaistellen met 2 motoren en een dito bijwagen (1301) op twee draaistellen. De wagens hadden deuren aan de kopeinden én in het midden zodat passagierscirculatie – achterin instappen – en een zittende conducteur mogelijk was. Bij de achterdeur was een relatief grote ruimte zonder zitplaatsen gecreëerd zodat reeds weggereden kon worden zodra iedereen was ingestapt. In 1952 plaatste Hannover de eerste seriebestelling (serie 302–337) met bijwagens 1302–1335. Voor haar interlokale lijn (11) naar Hildesheim bestelde men een driewagen-trein met twee motorwagen (715 & 716) en een tussenwagen (1524) die een buffetje had. Ook de Rheinbahn in Düsseldorf bestelde analoog naar de driewagentrein in Hannover voor lijn K naar Krefeld DÜWAG-materieel. Deze trein bestond uit 2 tweerichtings-motorwagens van 15 meter lang en een tussenrijtuig met dezelfde lengte met een ‘Speiseabteilung’. In principe kon zo’n trein 420 passagiers vervoeren. 

#### Innovatie
Een in 1952 aan Düsseldorf geleverde motorwagen was de eerste met tandemaandrijving. Deze aandrijving drijft met één motor beide assen van een draaistel aan waarbij het ruimteprobleem ingenieus werd opgelost. Dit was goedkoop en bleek bedrijfszeker. Voorheen was een aandrijving van twee kleine motoren in één draaistel waarbij iedere as een eigen motor heeft de norm. De voordelen werden door DÜWAG vermarkt want vele bestellingen van andere Duitse bedrijven volgden. Er werden variaties op de prototypes ontworpen en zo was een versie met een variabele deurindeling (met of zonder (dubbele) middendeur) mogelijk, variabele lengtes en breedtes te koop en een variabel front (schuine voorruit of rechte). De tram kon als motorwagen of als bijwagen worden uitgevoerd. Vele onderdelen bestonden uit gestandaardiseerde delen zoals vouwdeuren, deuraandrijvingen, ramen en zitplaatsen. Het ter beschikking komen van de Düwag-tandemaandrijving met één motor per draaistel betekende een technische doorbraak. De elektrische uitrusting van de trams besteedde DÜWAG uit bij bedrijven als Siemens, BBC en Kiepe Elektrik.

#### Levering
Großraumwagens werden aan Bielefeld, Duisburg, Essen (een variant met één motor in het voorste draaistel die als twee gekoppelde trams dienstdeden), Mülheim/Ruhr, Dortmund, Bochum, Bonn, Frankfurt, Kiel, Krefeld, de Vestische Strassenbahn en Wuppertal geleverd. Ook zeer kleine bedrijven, zelfs zogenaamde ’Kleinbahnen’, interlokale tramlijnen tussen steden en dorpen, zoals de DB-lijn Straßenbahn Ravensburg–Weingarten–Baienfurt, de Herforder Kleinbahn en de Kleinbahn Wesel-Rees-Emmerich bestelden kleine series van 2. Ze waren in staat door de relatief lage prijs van het product nieuwe trams te kopen. Een minimumbestelling werd ook door DÜWAG niet verlangd: een of twee trams of 100 was mogelijk. 
Met dit model slaagde DÜWAG er in een dominante marktpositie bij de overgebleven Duitse trambedrijven te verwerven en de interesse van vele andere West-Europese trambedrijven te wekken. Bijna alle bestellingen voor nieuw trammateriaal vanaf 1955 in Duitsland werden bij DÜWAG geplaatst. In totaal was de productie van Großraumwagen tussen 1951 en 1970 405 motorwagens en 462 bijwagens.

### Licentiebouw van ‘Großraumwagens’
Andere Duitse trambouwers profiteerden van het DÜWAG succes door gebruik te maken van een licentie om variaties op de DÜWAG-Großraumwagen te bouwen. Dit werd vooral ingegeven door trambedrijven die sterke banden hadden met lokale trammaterieelbouwers. Zo bestelde het trambedrijf van Braunschweig motorwagens bij Linke Hofmann Busch (12 stuks); Bremen bij Hansa-Waggon (22 stuks), Karlsruhe bij Rastatt (23 stuks); Keulen bij Westwaggon (80 stuks); Nürnberg bij MAN (70 stuks) en Ulm bij Esslingen am Neckar (10). Bijwagens werden ook geleverd. Uiterlijk verschilden de wagens maar in technisch opzicht waren het ware klonen. Het succes van DÜWAG bleef buiten Duitsland niet onopgemerkt. Vooral de Oostenrijkse trambedrijven, die net als de Duitse hard door de Tweede Wereldoorlog waren getroffen, hadden behoefte aan nieuw materiaal. Tussen 1955 en 1958 leverde Simmering & Lohner onder DÜWAG-licentie 58 motor- en bijwagens aan Wenen (type C en C1) die werden gevolgd door 280 bijwagens die ook achter het vooroorlogse trammaterieel werden ingezet. Zowel in Innsbruck als in Gmunden werden ook dit soort trams, in kleine series, in dienst gesteld.

## Typeaanduidingen
DÜWAG duidde de eenheidstrams aan met de volgende aanduidingen:
- T4: Großraum-Triebwagen, vierachsig (motorwagen, vierassig)
- B4: Großraum-Beiwagen, vierachsig (bijwagen, vierassig)
- GT6: GelenkTriebwagen, sechsachsig (gelede motorwagen, zesassig)
- GB6: GelenkBeiwagen, sechsachsig (gelede bijwagen, zesassig)
- GT8: GelenkTriebwagen, achtachsig (gelede motorwagen, achtassig)
- GT10: GelenkTriebwagen, zehnachsig (gelede motorwagen, tienassig)
- GT12: GelenkTriebwagen, zwölfachsig (gelede motorwagen, twaalfassig)

## De gelede tram
Een verdere doorbraak was de technische ontwikkeling om een gelede tram als massaproduct te kunnen bouwen. Vanaf 1956 bouwde DÜWAG op basis van deze techniek zesassige gelede trams (op drie draaistellen met een harmonicageleding, GT 6) voor Düsseldorf en Bochum. Het tussenplaatsen van een extra derde tramdeel, waardoor een achtassige tram (GT 8) ontstond, werd voor het eerst in 1957 in Düsseldorf toegepast. De ontwikkeling ging nog verder door achter zo’n achtasser een vierassige DÜWAG bijwagen te koppelen zodat trams van 40 meter lengte in dienst kwamen die met twee personeelsleden konden worden bediend. Snel daarop volgden bestellingen van de trambedrijven in Bielefeld (GT 6), Braunschweig (GT 6), Bonn (GT 6), Frankfurt (GT 6 en GT 8), Hannover (GT 6), Hagen (GT 6 Z), Heidelberg (GT 6, GT 6 Z en GT 8 Z), Krefeld (GT 6 en GT 8), Mainz (GT 6), Mannheim/Ludwigshafen (GT 6 en GT 8), Kiel (GT 6), Würzburg (GT 6 en GT 8), Wuppertal (GT 8), de Vestische Straßenbahn Herten en buiten Duitsland in Basel (GT 6), Kopenhagen (GT 6) en Rotterdam (GT 6 en 8). Het uiterlijk voorkomen verschilde enigszins, PCC-achtige schuine fronten waren na 1960 de norm, maar vele trams hadden de rechte frontpartijen die hetzelfde waren als die van de eerste Großraumwagen. In Keulen ging men in 1963 met de ontwikkeling nog verder door 2,5 meter brede zesassige trams te bestellen die later tot achtasser werden verbouwd. Ook de trambedrijven van Bielefeld, Duisburg, Düsseldorf,  Essen, Krefeld, Rotterdam en Würzburg bouwden GT 6 naar GT 8-trams om. In Duisburg werd geëxperimenteerd met een tienassige tram door de toevoeging van een tweede, kort, middendeel. De Rhein-Haardtbahn, de interlokale tram vanuit Ludwigshafen bestelde in 1967, twaalfassige trams die 27 jaar lang de langste trams ter wereld waren. Tevens liet men daar 10 zesassige bijwagens ontwerpen. Een andere variant was het koppelen van twee dubbelgelede achtassers. In Keulen was dit jarenlang op een aantal lijnen de norm. Het record is echter het koppelen van 4 gelede achtassers zoals dat bij de Albtalbahn bij Karlsruhe voorkwam. 900 passagiers konden dan tegelijkertijd mee. In totaal bouwde DÜWAG tussen 1956 en 1973 (inclusief de onder licentie vervaardigde trams voor Basel, Graz, Innsbruck, Linz, Wenen, Kopenhagen en Rotterdam):
- 1413 enkelgelede zesassers (waarvan 625 één- en 201 tweerichtingstrams uit eigen fabriek voor de Duitse markt plus 56 éénrichtingstrams voor Basel en 100 stuks voor Kopenhagen) waarvan vele in de loop der jaren tot achtasser werden verbouwd door toevoeging van een middendeel en een vierde draaistel en 10 zesassige bijwagens.
- 590 dubbelgelede achtassers (waarvan 215 één- en 138 tweerichtingstrams uit eigen fabriek voor de Duitse markt). Ook werden door de jaren heen van de zesassers er 207 verlengd tot achtasser.
- 2 driedubbelgelde tienasser (eenrichtingstrams die in 1972-74 in Duisburg op proef reden) en daarnaast 16 stuks in licentie voor Linz.
- 4 vierdubbelgelede twaalfassers (eenrichtingstrams voor de RHB).

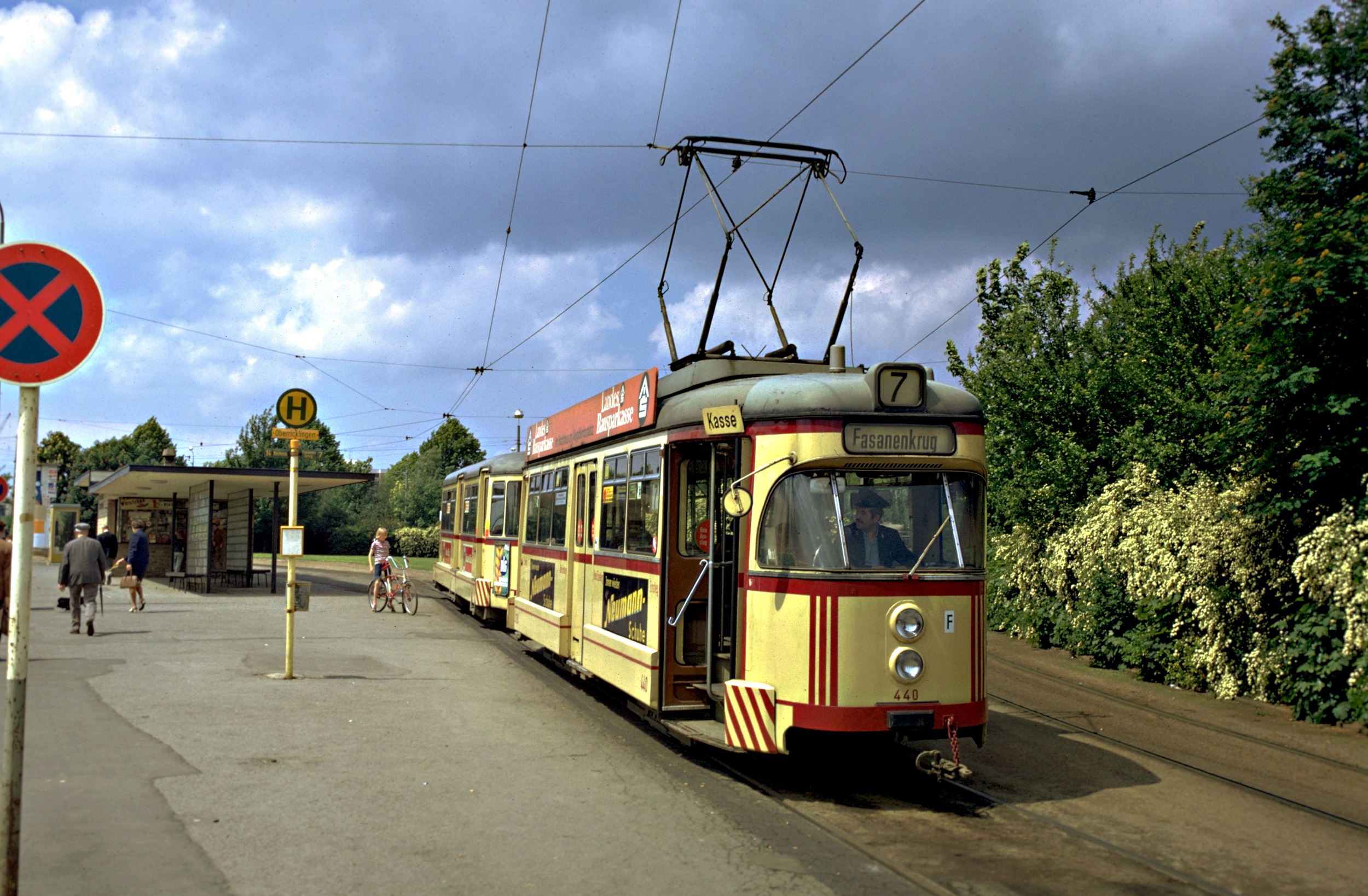
Eerste generatie Düwag Großraumwagen voor Hannover.
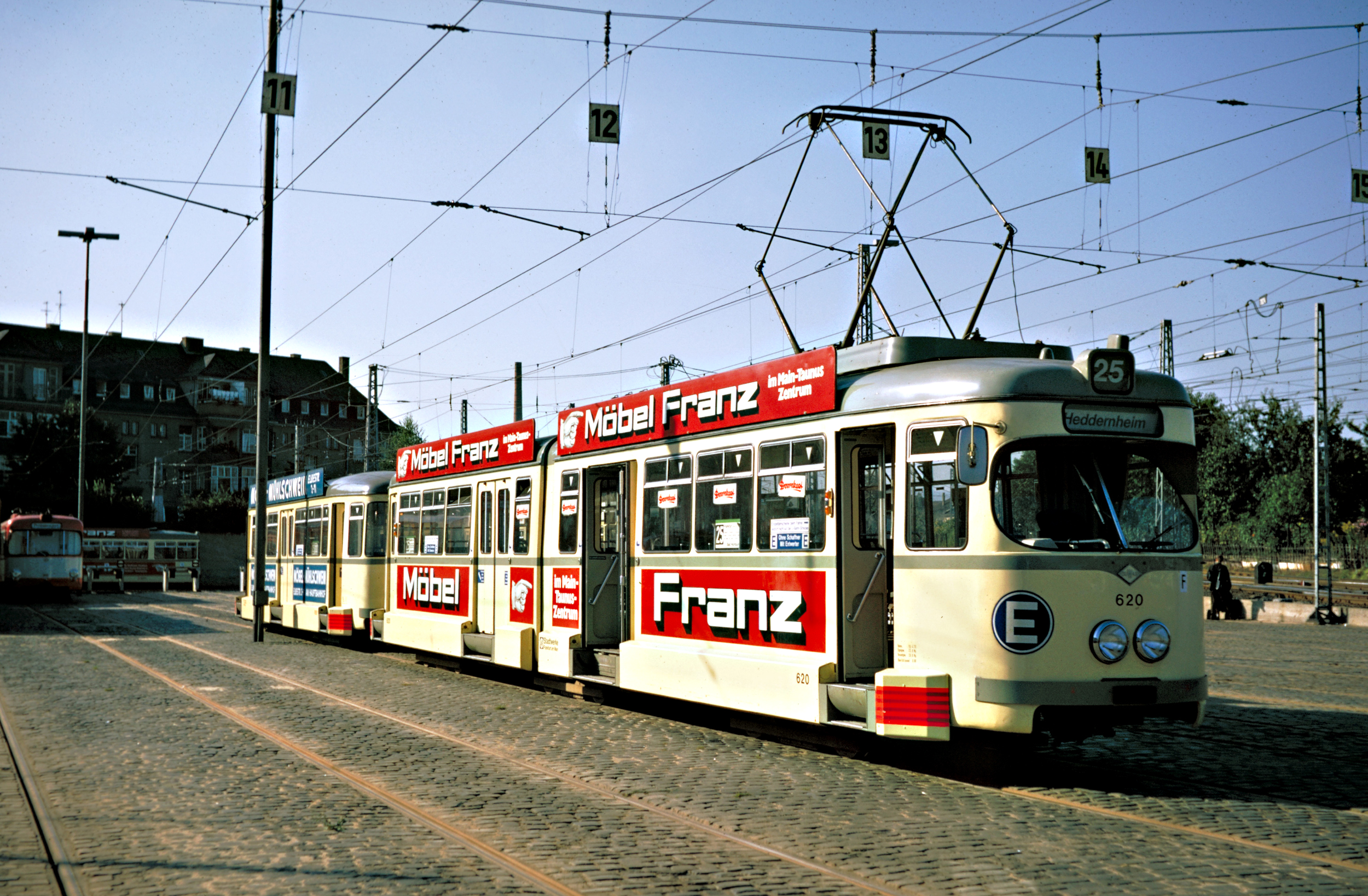
Zesassige gelede tram te Frankfurt met zogenaamde 'bloembakken' die het breedteverschil tussen de ondergrondse perron en de tram moest opvangen.
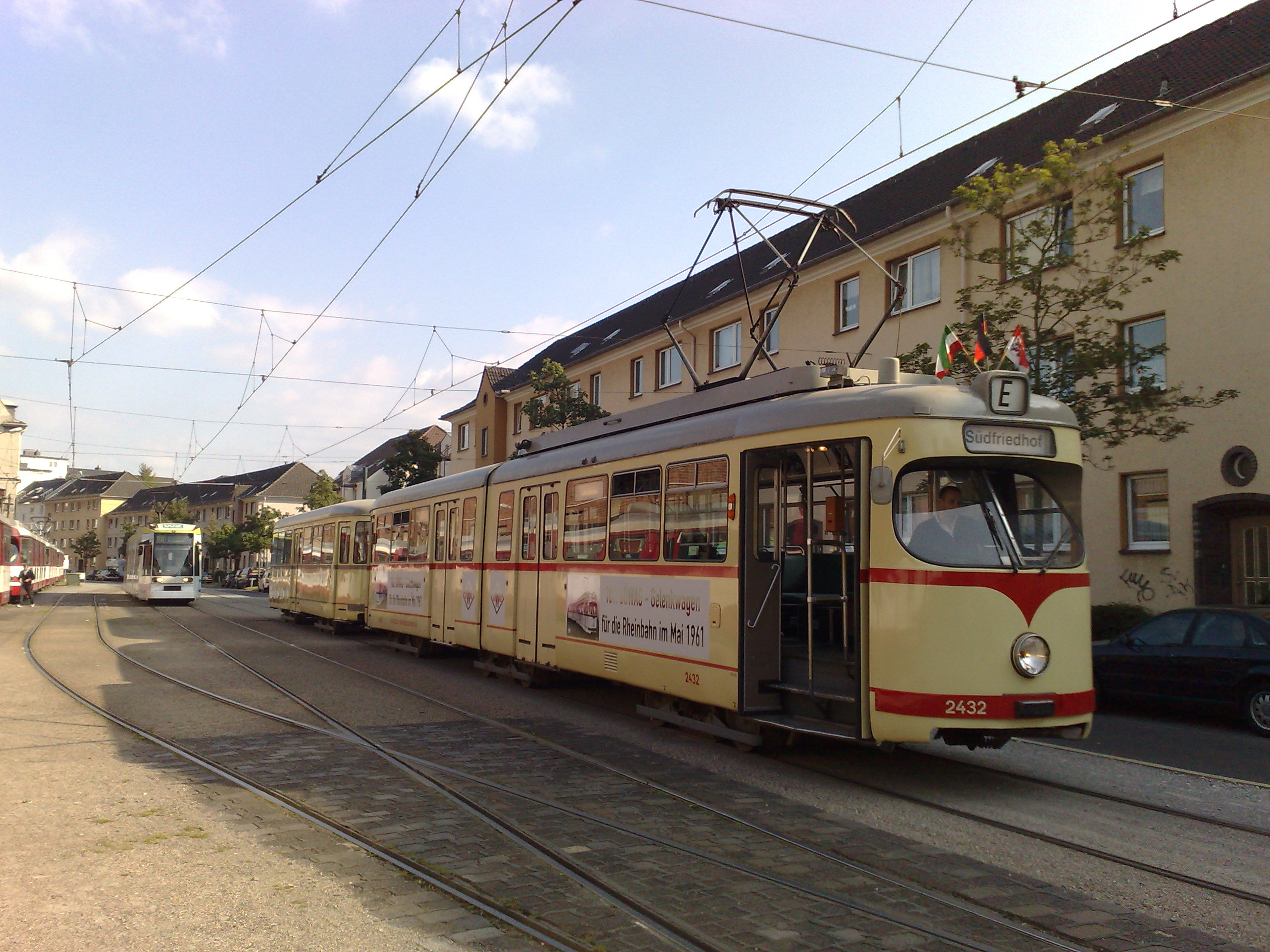
Zesassige enkelegelede tram (GT 6) met vierassige bijwagen (B 4) bij de Rheinbahn in Düsseldorf.
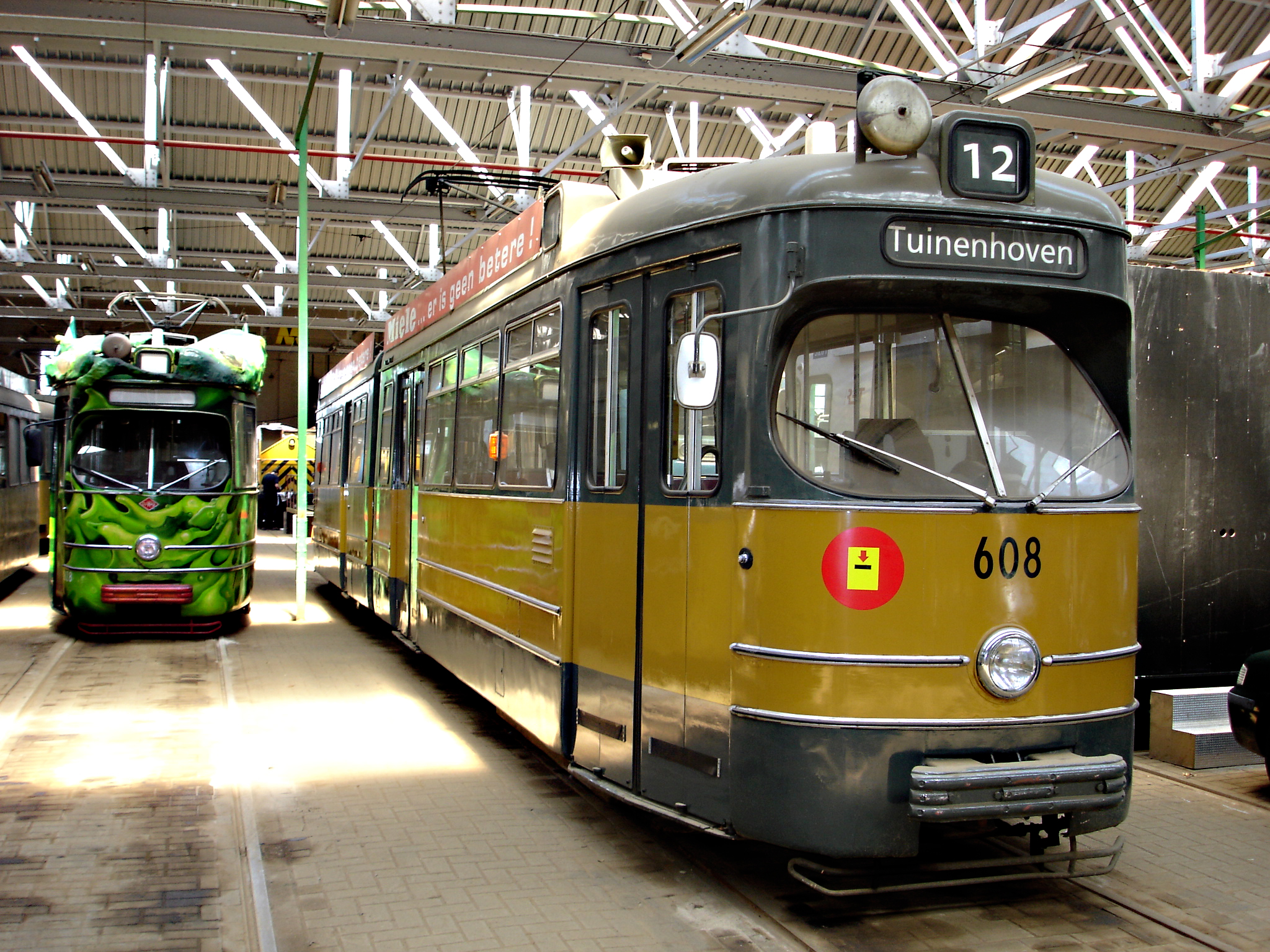
Rotterdamse Düwag tram uit de serie 601-635 (1969) nu in het Rotterdamse trammuseum.
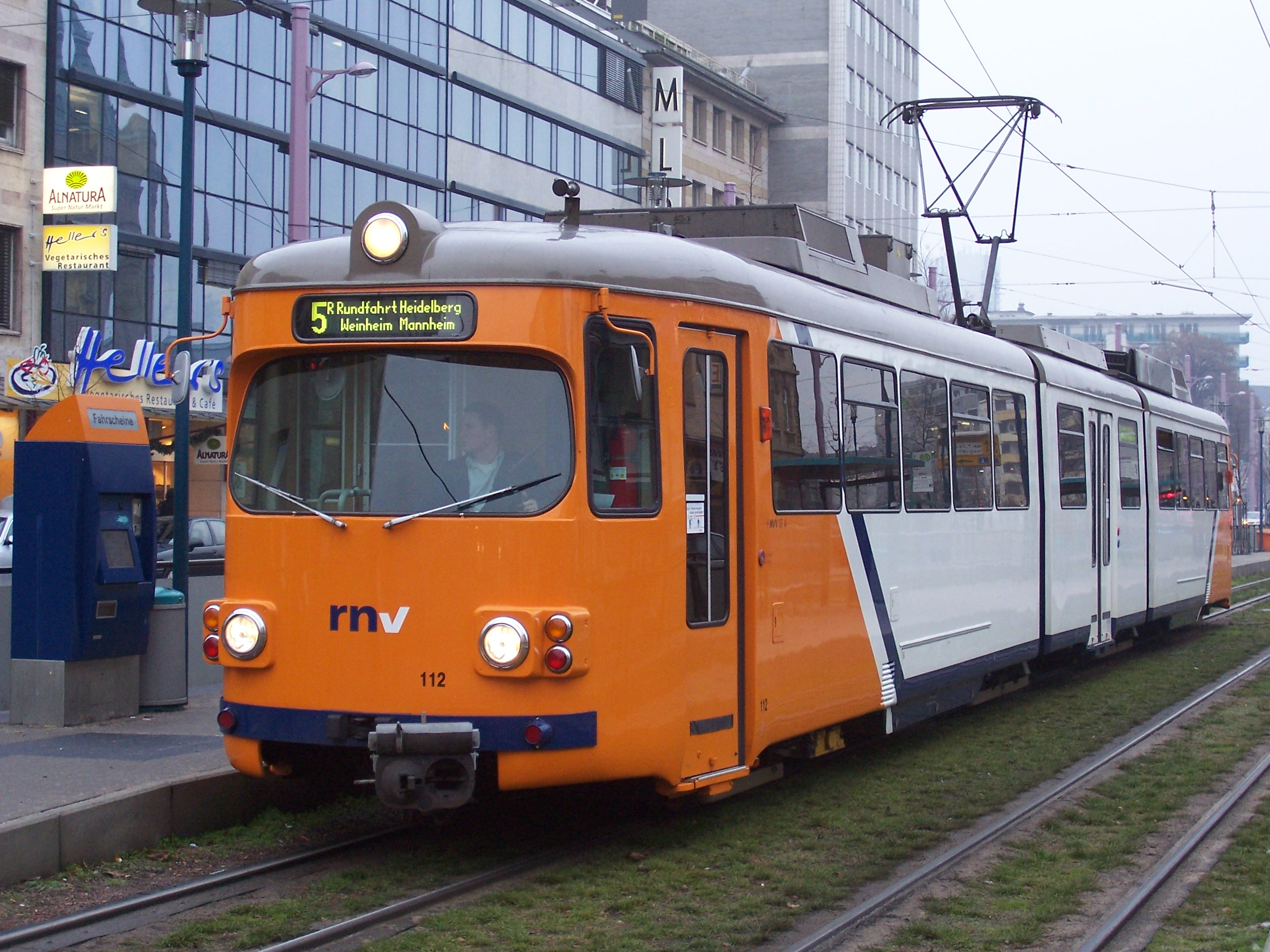
Achtasser (GT 8) van de OEG (Mannheim) met PCC-car achtig front.
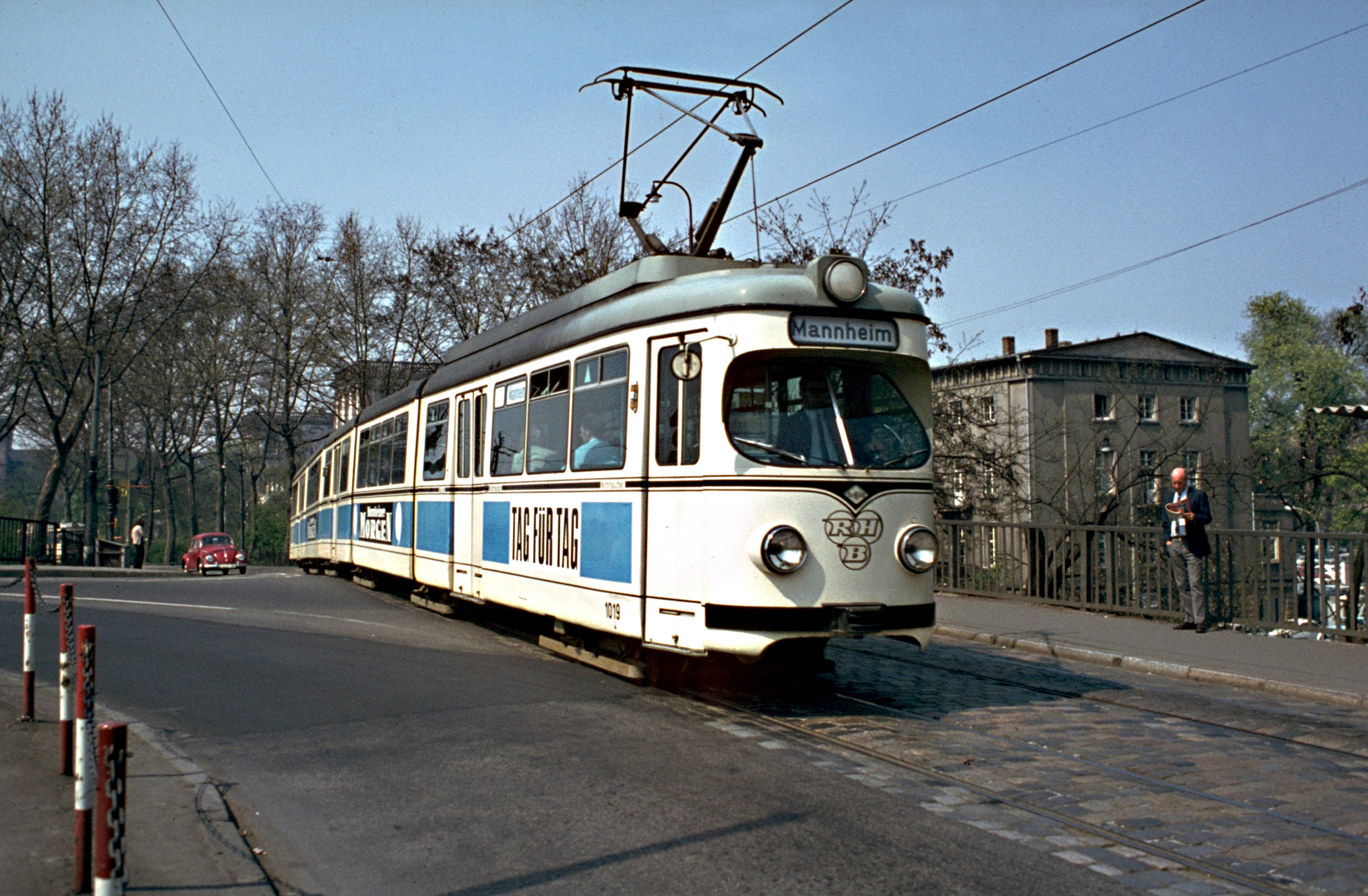
Twaalfassige Düwag tram met 4 geledingen gebouwd voor de RHB te Ludwigshafen, 1971.
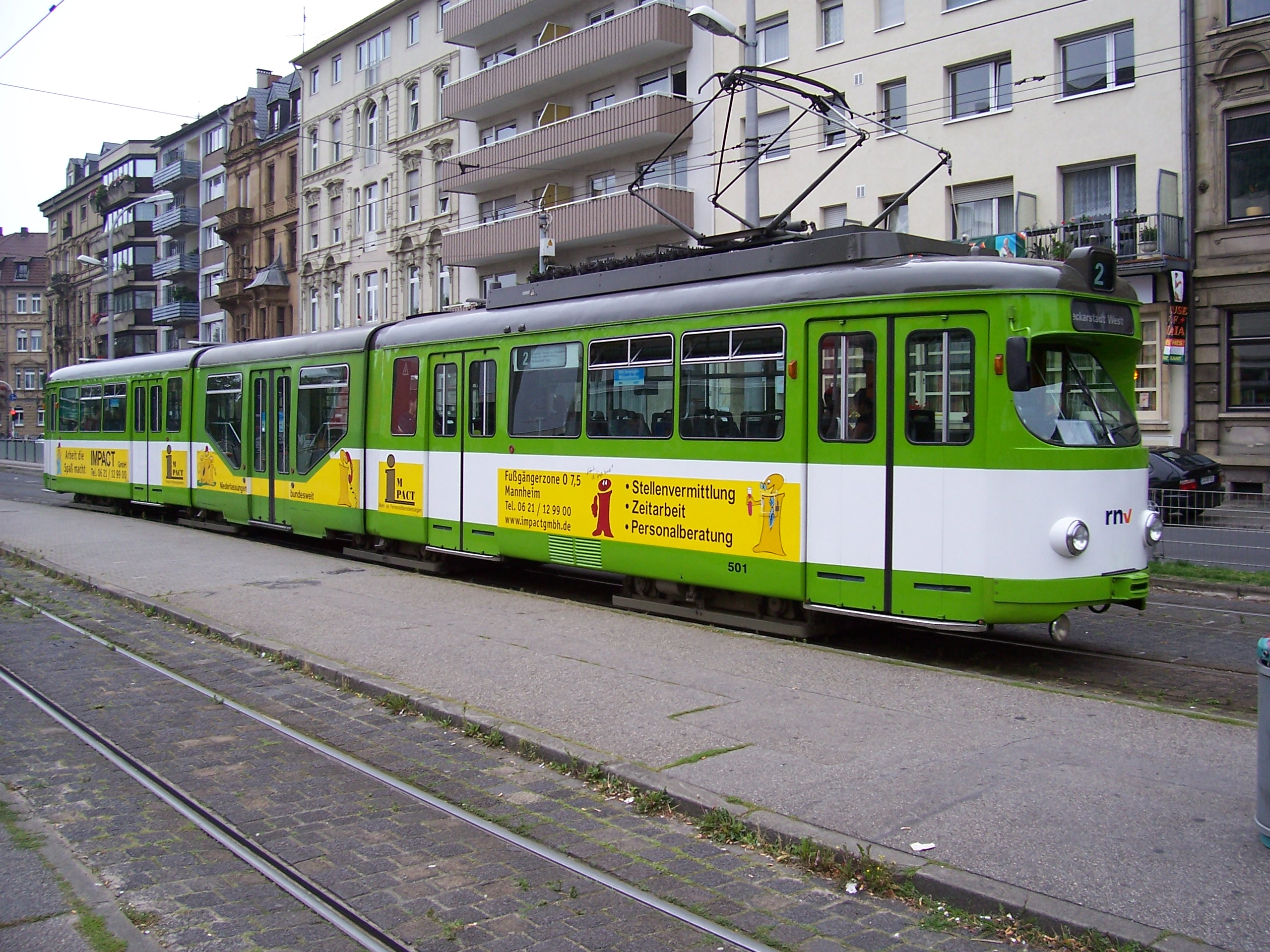
Gelede tram (GT 8) in Mannheim waarbij een lage-vloergedeelte is ingebouwd.
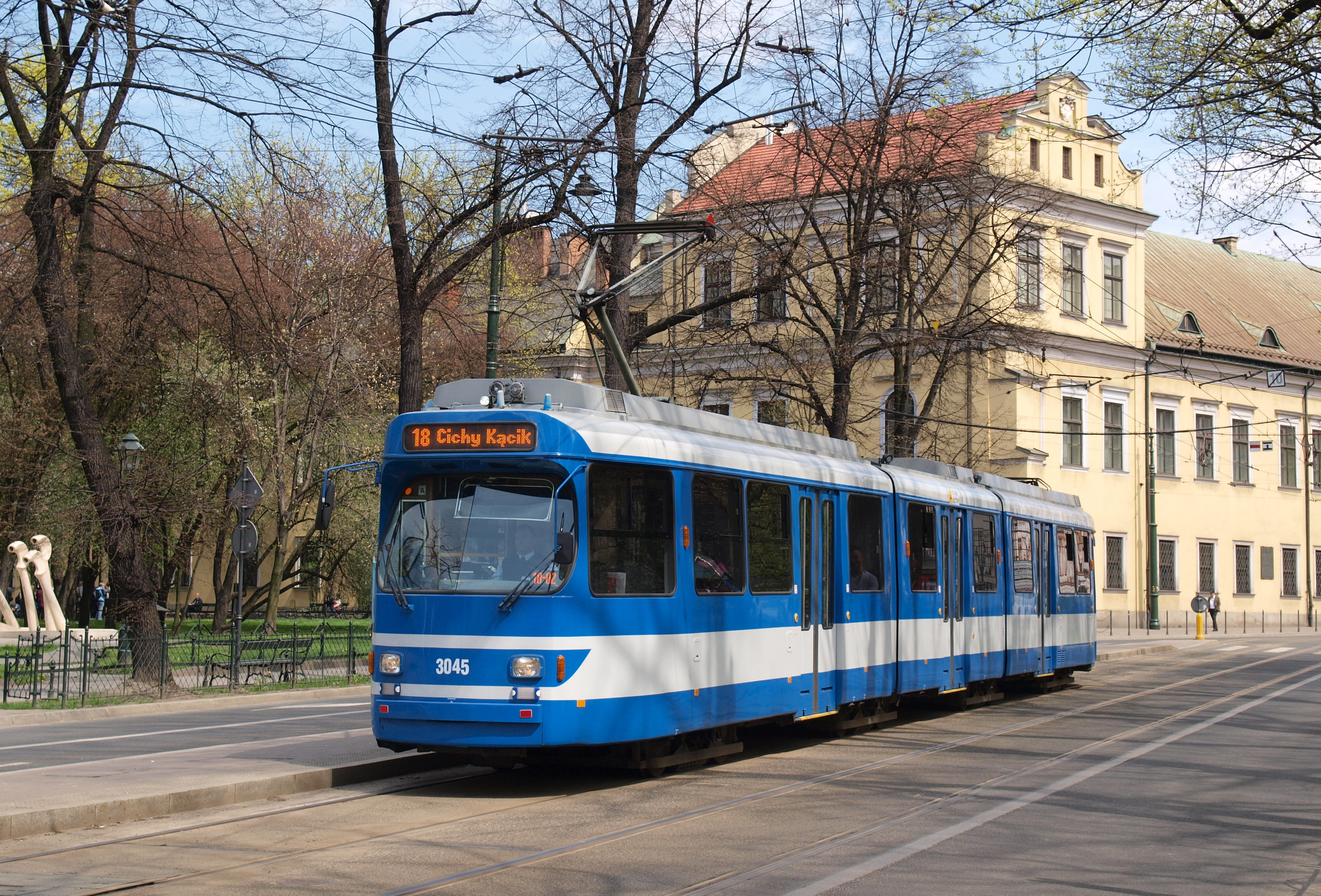
GT 8S typ Mannheim. Deze trams uit Düsseldorf zijn aan het vervoersbedrijf van Krakau verkocht.

### Licentiebouw van gelede DÜWAG-trams
Ook hier bouwden andere Duitse trambouwers het succes met de enkelgelede zesasser en de dubbelgelede achtasser uit. Zo bestelde het trambedrijf van Braunschweig zesassers bij Linke Hofmann Busch (18 stuks); Karlsruhe bij DWM (55 stuks); Keulen bij DWM (40 stuks); Nürnberg bij MAN (56 stuks) en de Albtalbahn bij Rastatt (8). Buiten Duitsland werden grote aantallen geleverd aan Wenen (321 stuks tussen 1959 en 1973); 100 stuks aan Kopenhagen die gedeeltelijk in eigen beheer werden afgebouwd en 56 stuks aan Basel. De RET te Rotterdam bestelde in 1965 enkelgelede trams (24 stuks: 251-274) en dubbelgelede (36 stuks: 351-386) die in samenwerking met Werkspoor werden gebouwd. In 1969 volgden nog 35 stuks, de enkelgelede serie 601-635.

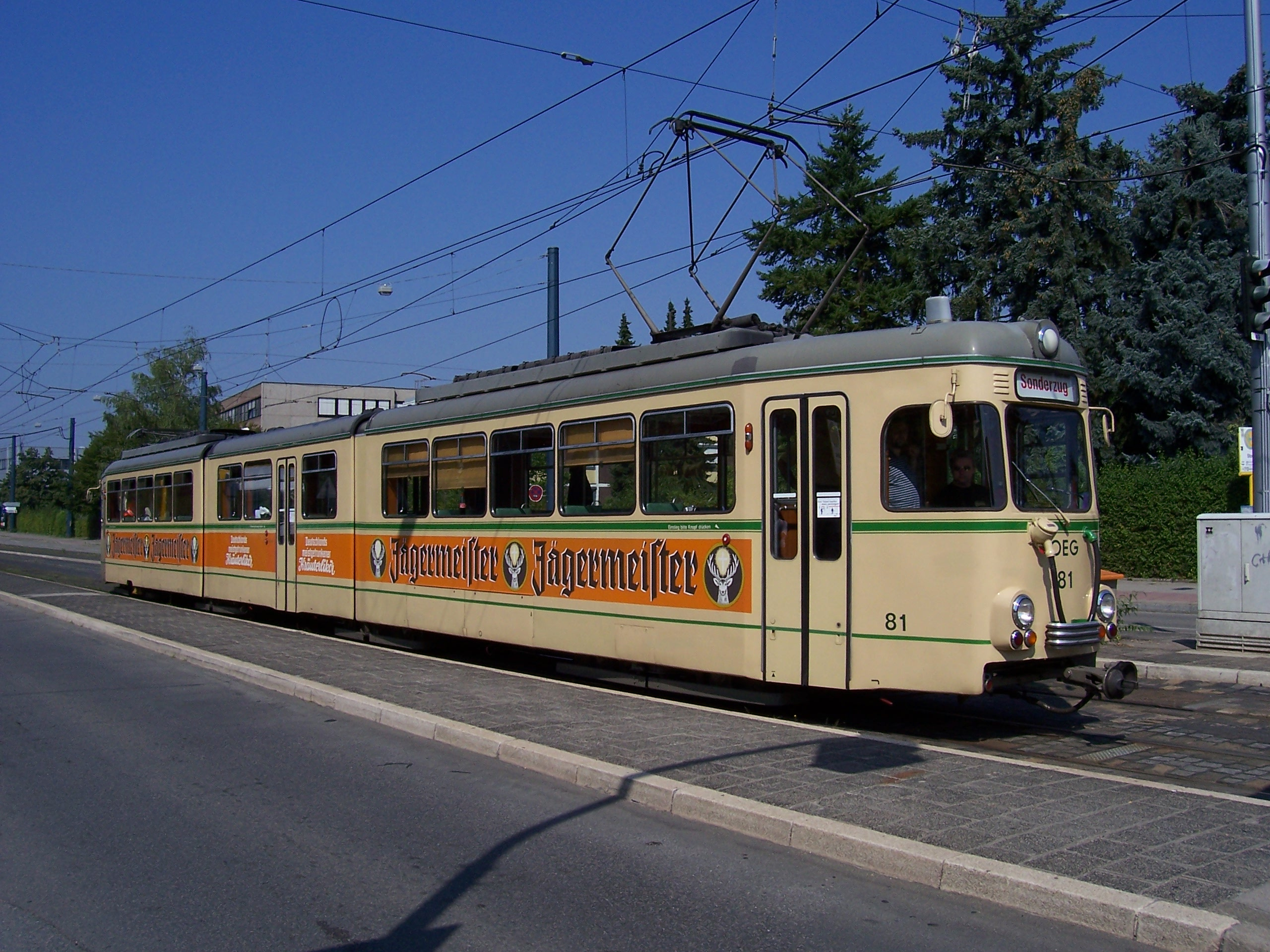
Een door Rastatt in 1963 afgeleverde variant op de Düwag GT 8 voor de OEG (Oberrheinische Eisenbahn Gesellschaft). Nu museumtram.
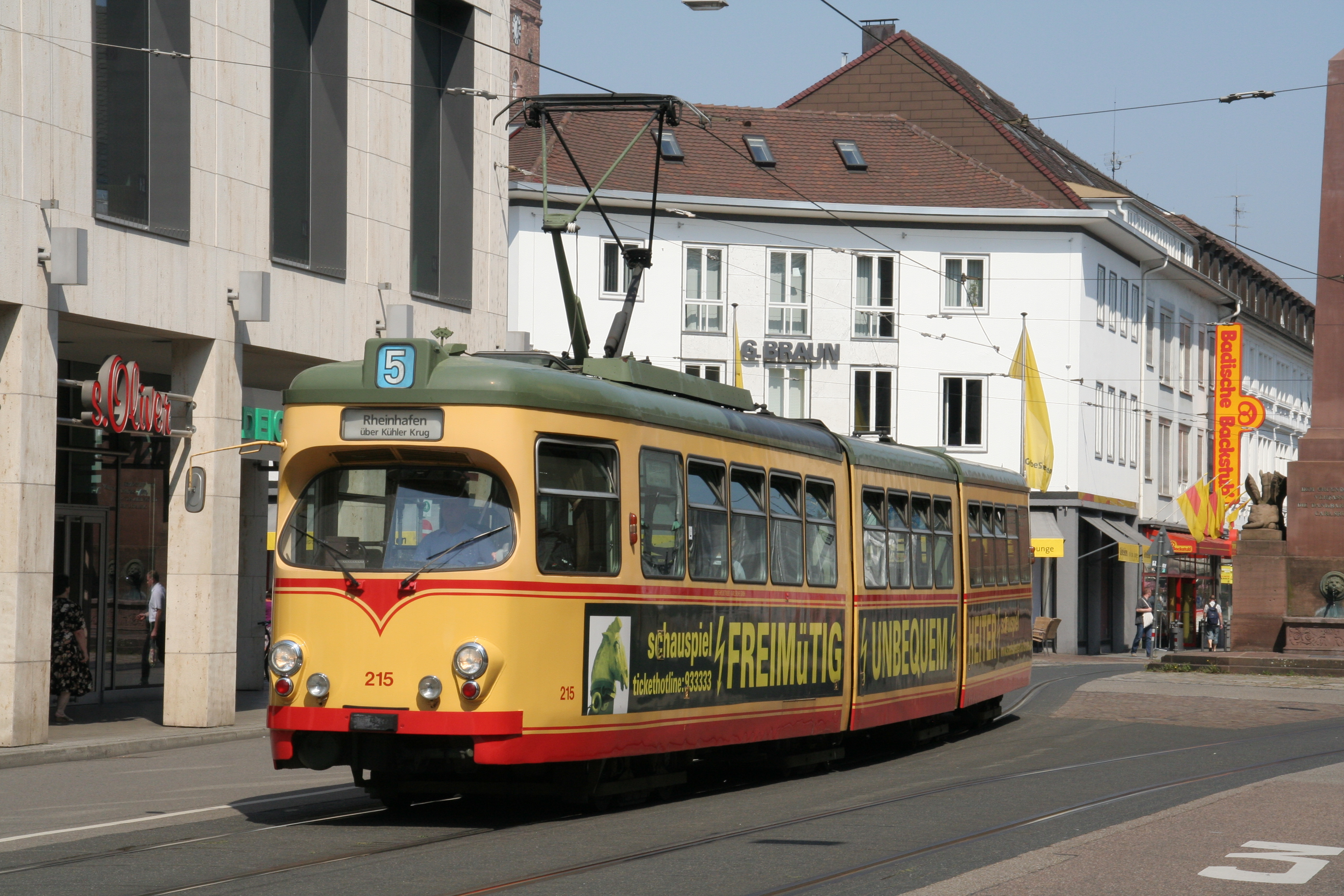
Een door Waggon Union gebouwde achtasser voor het vervoersbedrijf in Karlsruhe.
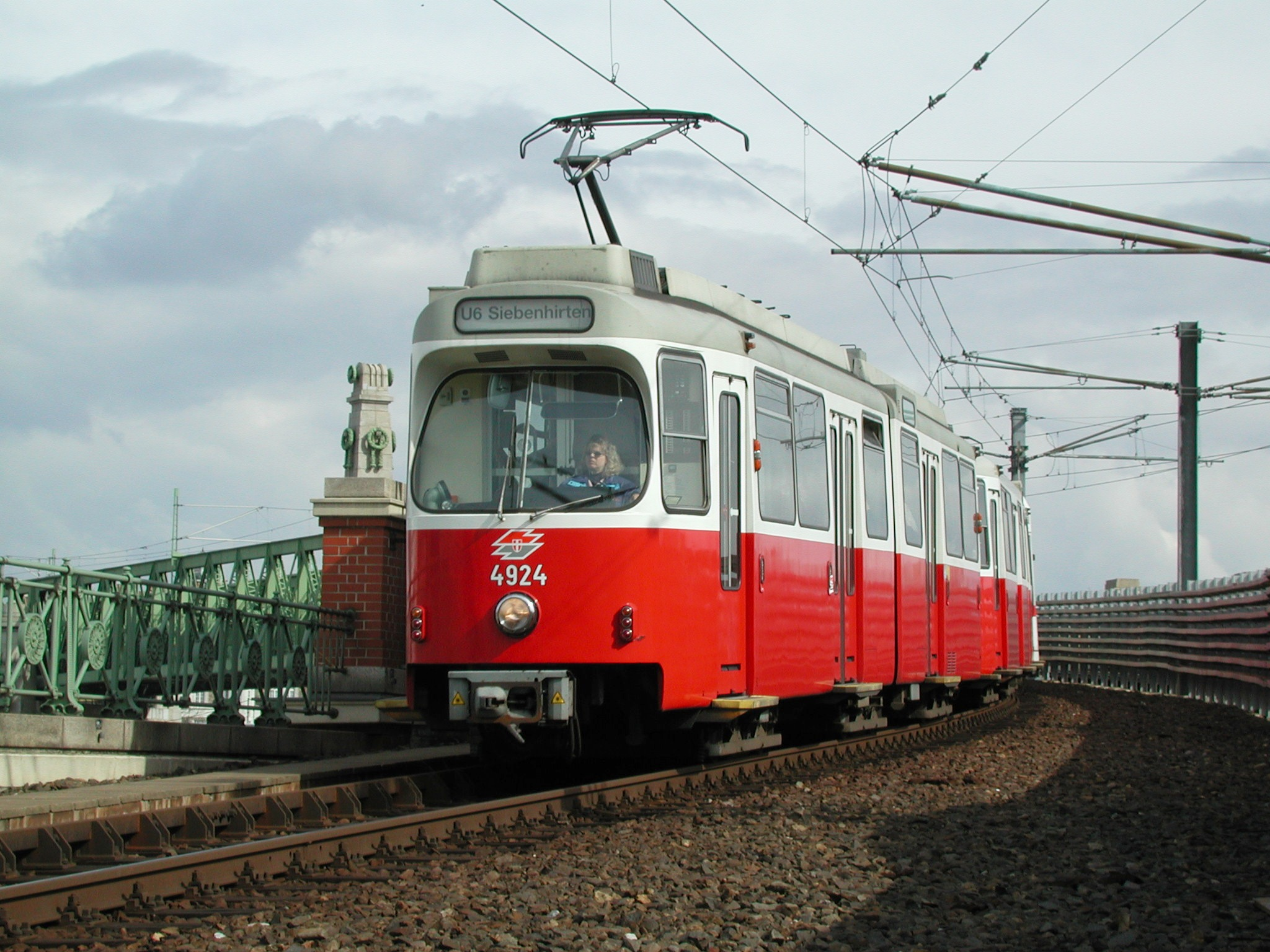
Gelede tram bestaande uit motorwagens type E6 en bijwagen c6 op Stadtbahnlijn U6. Dit type deed in Utrecht in 2011 in de spitsuren dienst.
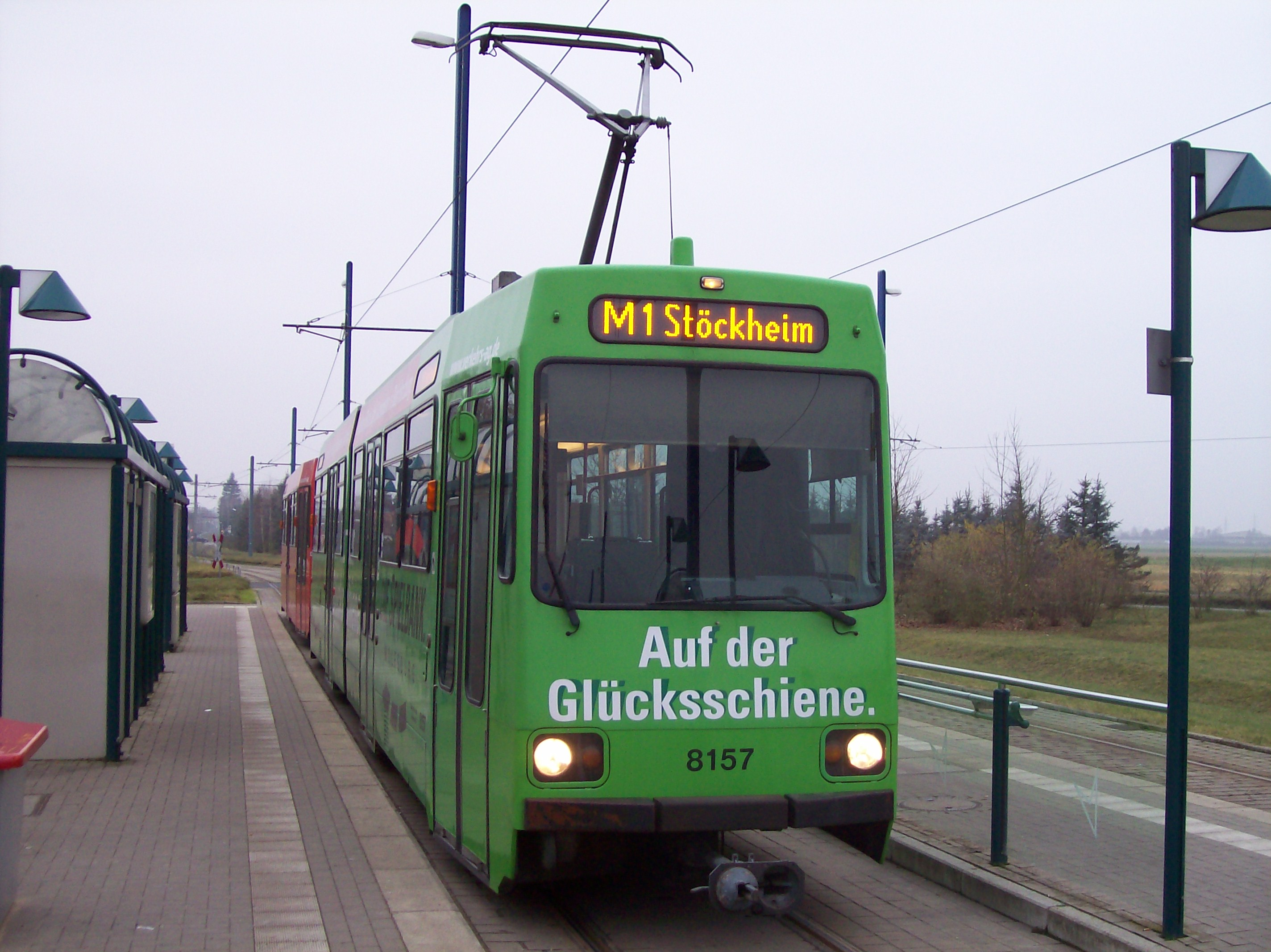
Gelede tram met aanhangwagen in Braunschweig gebouwd door LHB.

### Type Mannheim
In de loop van de jaren 1970 ontstonden, op basis van innovaties en veranderingen in de markt, andere types. Het ‘Typ Mannheim’ duidde op de vanaf 1970 geleverde versie met gemoderniseerde wagenbak waarbij vooral het uiterlijk werd verfraaid. Het trambedrijf van Mannheim de eerste bestelling van 20 enkelgelede trams afnam, Braunschweig volgde met eveneens zesassers (8 stuks) in 1973. Ditzelfde uiterlijk kregen  GT8 trams voor Augsburg en 18 stuks voor Duisburg. Vanaf 1976 bouwden Bombardier-Rotax en Simmering-Graz-Pauker (SGP) onder licentie honderden type E-trams op basis van dit ontwerp als motor- en bijwagens voor Wenen. Deze trams zijn nog tot in 2014 bij U-OV in Utrecht als spitsuurstellen ingezet. Ook de Wiener Lokalbahnen kochten vanaf 1979 26 van deze trams die onder licentie door SGP werden gebouwd. Düsseldorf bestelde 69 stuks van een tweerichtingsvariant van dit type (GT8S/GT8SU) waarbij 40 trams klaptredes kregen, zodat ze in de nieuwe ondergrondse én als klassieke tram konden worden ingezet. Deze variant kon ook met achtassers uit dezelfde serie worden gekoppeld.

### Type Freiburg
‘Typ Freiburg’ duidde op een langer dan gebruikelijke tram die de middelste twee draaistellen niet onder de twee geledingen had maar onder het middelste wagendeel; het trambedrijf van Freiburg plaatste hiervoor de eerste bestelling. De toevoeging ’Z’ (Zweirichtungsausführung) werd gebruikt ter aanduiding van een tweerichtingstram met een bestuurderspositie aan beide kanten. De toevoeging ’N’ (Niederflur) werd gebruikt om die trams aan te duiden die een middenstuk met lage vloer hadden.

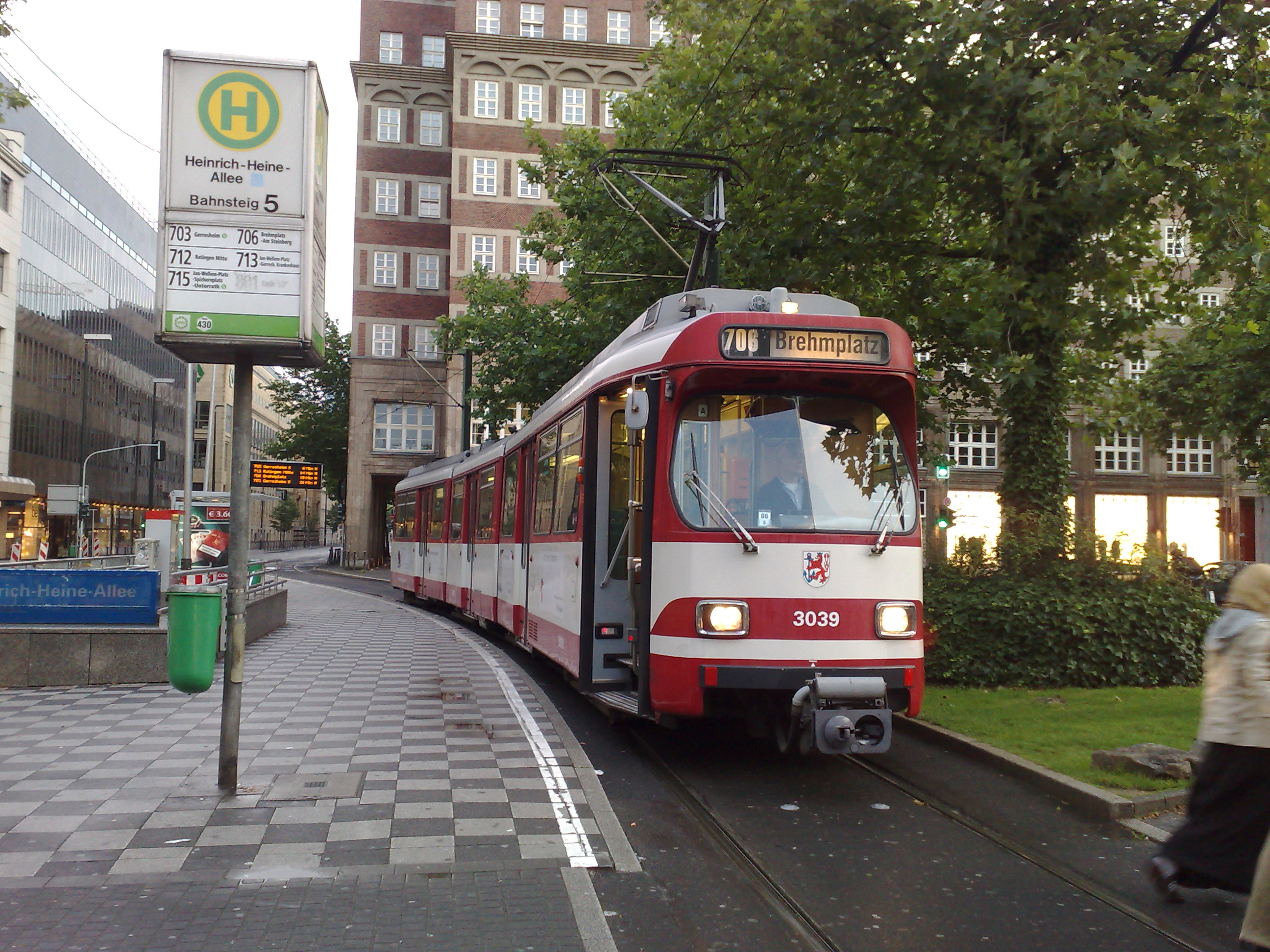
Düsseldorf: GT8S 3039, Type Mannheim op de Heinrich Heine Allee.
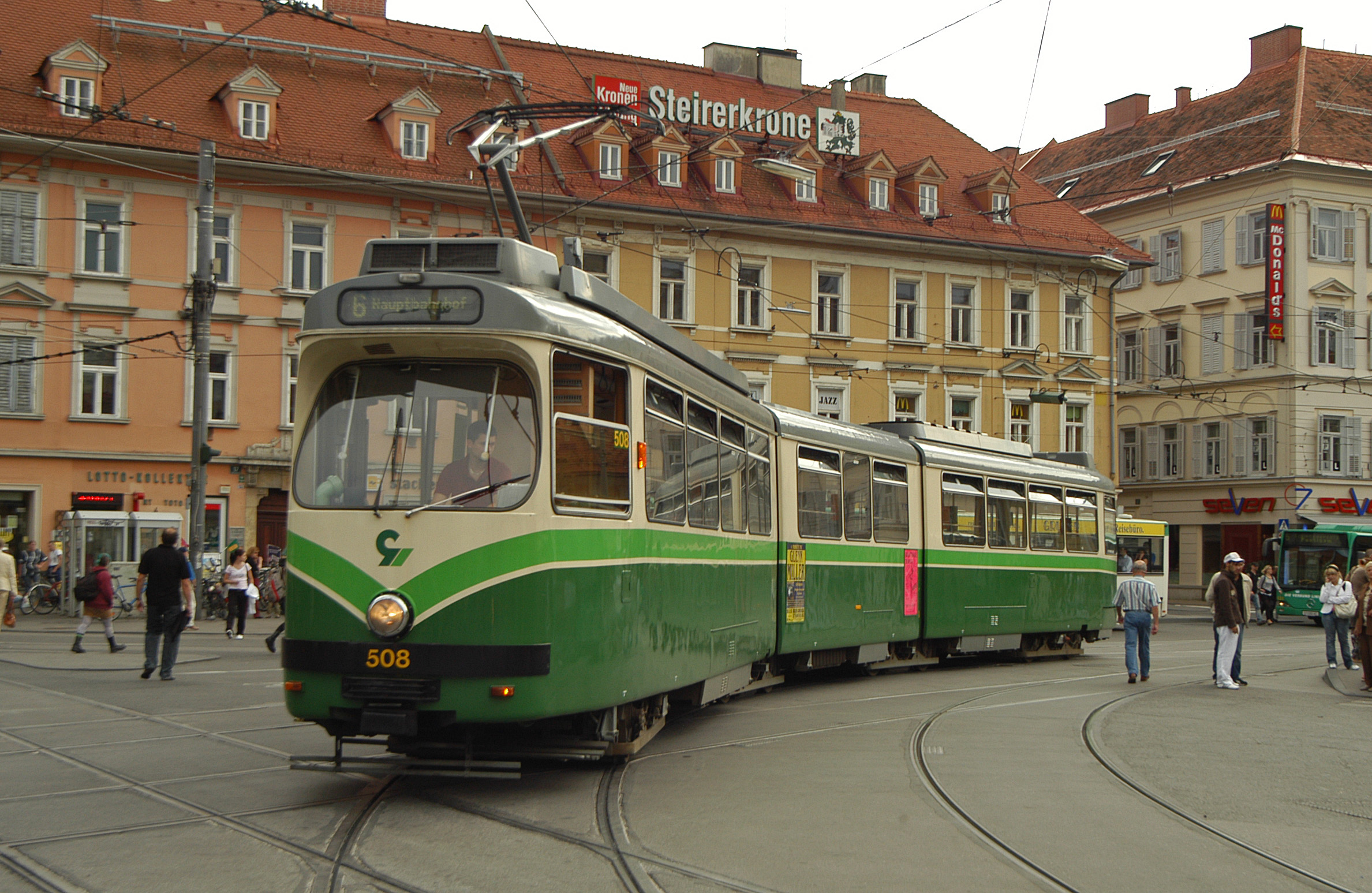
Type Mannheim in Graz
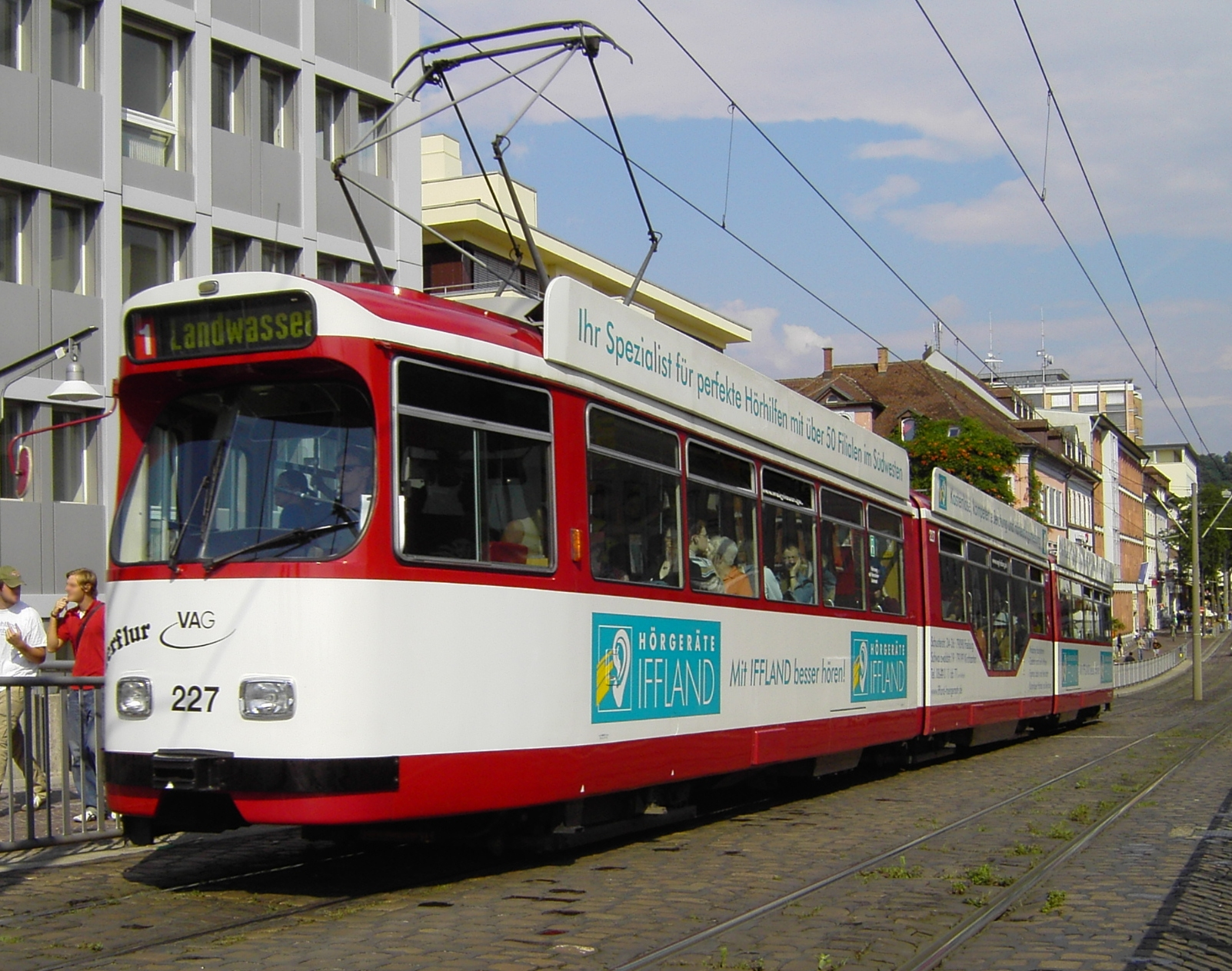
Type Freiburg GT 8N in Freiburg met lage vloer middengedeelte.
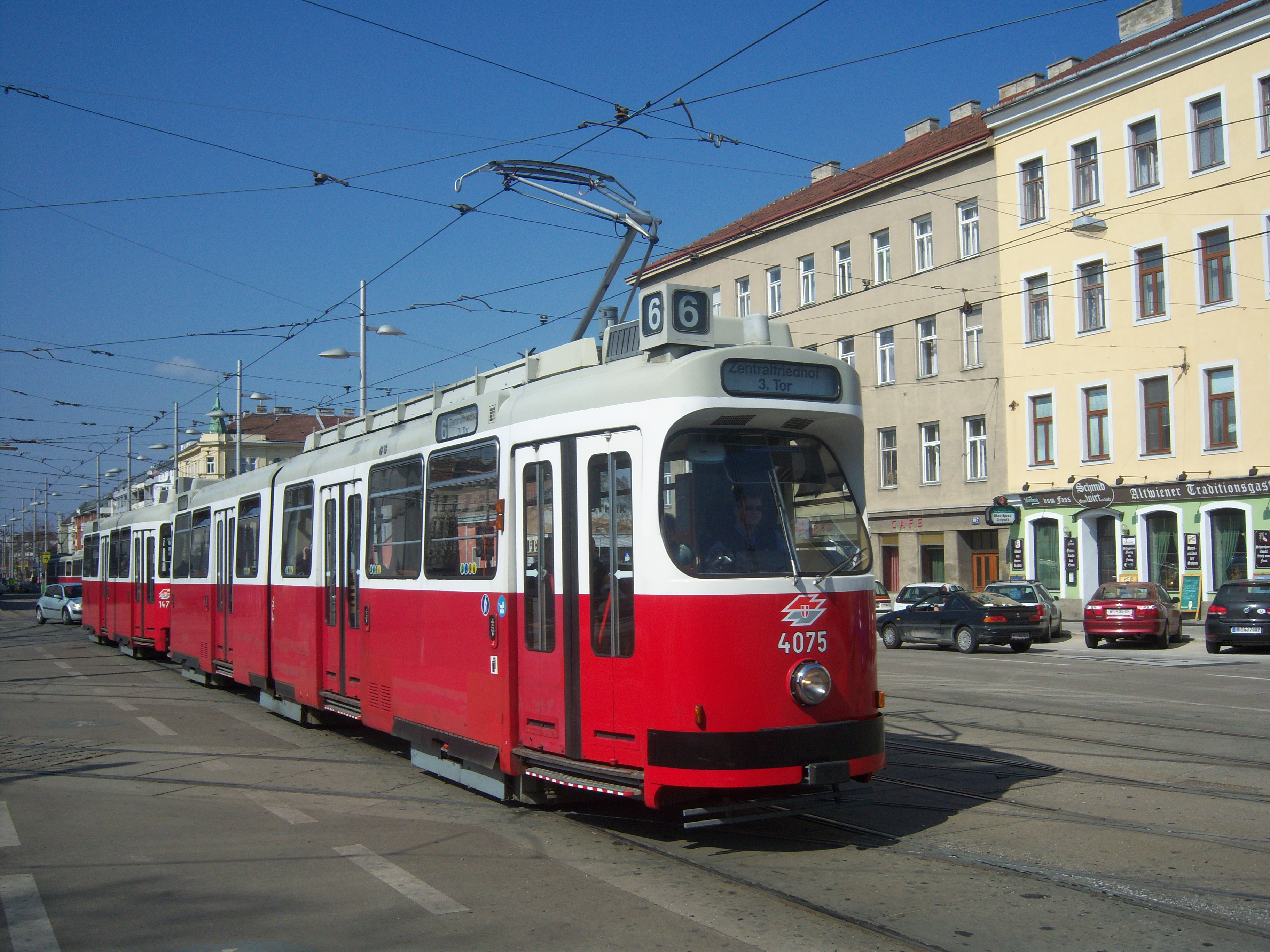
E6-c6 combinatie in Wenen.
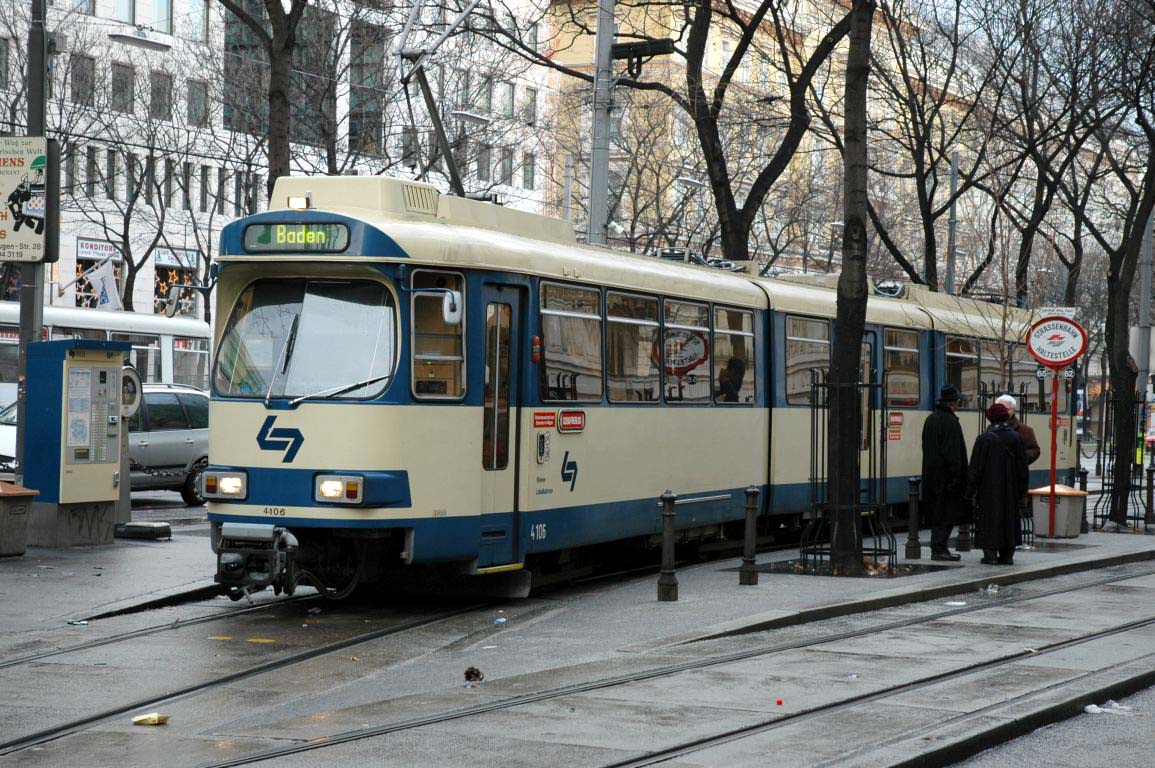
Type Mannheim in licentiebouw voor de Wiener Lokalbahnen.